# Нгакарам

Малаяли акшарамал

Нгакарам (малаял. ങകാരം) — нга, 18-я буква алфавита малаялам, обозначает велярный носовой согласный. Читается как [ŋg] в английском ring. Может встречаться в лигатурах или в заимствованных словах. В малаяламском словаре М. С. Андронова нет слов, начинающихся с этой буквы. 
В некоторые словари помещают слова, начинающиеся на букву ങ, такие например, как имя бога Шива, но они не используются в разговорной речи.
Из букв малаяламского письма нгакарам графически наиболее близка буквам дакарам и окарам. Близость букв Нга и О характерна для нескольких алфавитов: бенгальский, сингальский, каннада и телугу. Графическое подобие букв Нга и Да отчётливо встречается в тибетском алфавите и приблизительно может быть установлено в тайском (ง — ด).
Лигатуры:  ങ + ് + ക = ങ്ക , [ŋka]
ങ + ് + ങ = ങ്ങ